# Akademie výtvarných umění v Mnichově
Akademie výtvarných umění v Mnichově (německy Akademie der Bildenden Künste München) je jedna z nejvýznamnějších uměleckých škol v Německu.[zdroj⁠?!]

## Historie
Škola byla založena v roce 1770 bavorským kurfiřtem Maxmiliánem III. Josefem v Mnichově, a to pod názvem Škola kreslení nebo Akademie malířství a sochařství (Zeichnungs Schule respektive Maler und Bildhauer academie).
V roce 1808 založil král Maxmilián I. Josef Bavorský Královskou akademii výtvarných umění v Mnichově (Königliche Akademie der Bildenden Künste). Jejím prvním ředitelem byl Johann Peter von Langer, bývalý šéf Akademie umění v Düsseldorfu a generálním sekretářem filosof Friedrich Schelling. Roku 1824 se ředitelem stal Peter von Cornelius. V roce 1868 byla založena Královská uměleckoprůmyslová škola (Königliche Kunstgewerbeschule München), která fungovala samostatně a byla včleněna do Akademie až roku 1946. V roce 1886 akademie získala nové sídlo v monumentální budově navržené Gottfriedem von Neureuthnerem na Akademiestrasse 7 v blízkosti Brány vítězství.
Z mnichovské Akademie vzešla první generace romantických krajinářů (Max Joseph Wagenbauer, Joseph Wenglein, Johann Jakob Dorner der Jüngere, Simon Warnberger, Franz Xaver von Meixner). V polovině 19. století měla mnichovská akademie vynikající pověst. Učili zde malíři Franz von Defregger a Franz von Stuck a sochaři Adolf von Hildebrand a Ludwig Schwanthaler. Největšího rozkvětu dosáhla pod vedením ředitelů Wilhelma von Kaulbach († 1874), jeho nástupce Karla Theodora von Piloty († 1886) a Nikolause Gysis († 1901). Mezi studenty bylo i mnoho umělců ze zemí střední a východní Evropy. Pražská akademie byla v té době konzervativní institucí a proto do Mnichova odešla studovat řada českých malířů, mezi jinými Alfons Mucha (1885–1887) a Václav Brožík. Čeští studenti zde založili spolek Škréta, který byl předchůdcem SVU Mánes. Někteří zůstali v Mnichově natrvalo, mnozí další se přesunuli do Francie a Itálie. Pro ženy se Mnichovská akademie výtvarných umění otevřela až v roce 1920.
Nové směry se v Mnichově prosadily zejména na přelomu století, kdy zde studovali Lovis Corinth, Otto Mueller, Wassily Kandinsky, Alfred Kubin, Paul Klee, Franz Marc, Richard Riemerschmid, Otto Greiner, Bruno Paul nebo Fritz Schaefler.
Po první světové válce mnichovská akademie upadla do bezvýznamnosti. Po potlačení radikálně levicové Bavorské republiky rad byl jako vládní zmocněnec pro Akademii roku 1924 jmenován konzervativní architekt German Bestelmeyer, který postupně propustil "neárijské" profesory a zbavil vlivu ředitele Karla Caspara. Po roce 1933 byli v rámci nacionálněsocialistické kulturní politiky jmenováni profesory Adolf Ziegler a sochař Josef Thorak.
Budova Akademie utrpěla během války v důsledku bombardování. Byla zničena řada uměleckých sbírek a archivů. Bombardování však přečkala knihovna s 90 000 svazky. V roce 1946 byla k akademii připojena Škola umění a řemesel (Königliche Kunstgewerbeschule München). Poválečná denacifikace a modernizace Akademie probíhala obtížně a jako profesor monumentální malby zde až do roku 1957 působil prominentní malíř Třetí říše Hermann Kaspar.
Roku 1957 vznikla na půdě akademie avantgardní umělecká skupina SPUR (Erwin Eisch, Lothar Fischer, Heimrad Prem, HP Zimmer, Helmut Sturm), která se později stala součástí hnutí Situacionistická internacionála, ale pro názorové neshody byla z hnutí roku 1962 vyloučena a zanikla roku 1965. Koncem 60. let existovalo na Akademii radikální socialistické studentské hnutí a roku 1969 tehdejší ministr Ludwig Huber školu dočasně uzavřel. Další nepokoje následovaly roku 1978 po jmenování Franze Bernharda Weisshaara profesorem na Katedře křesťanského umění.

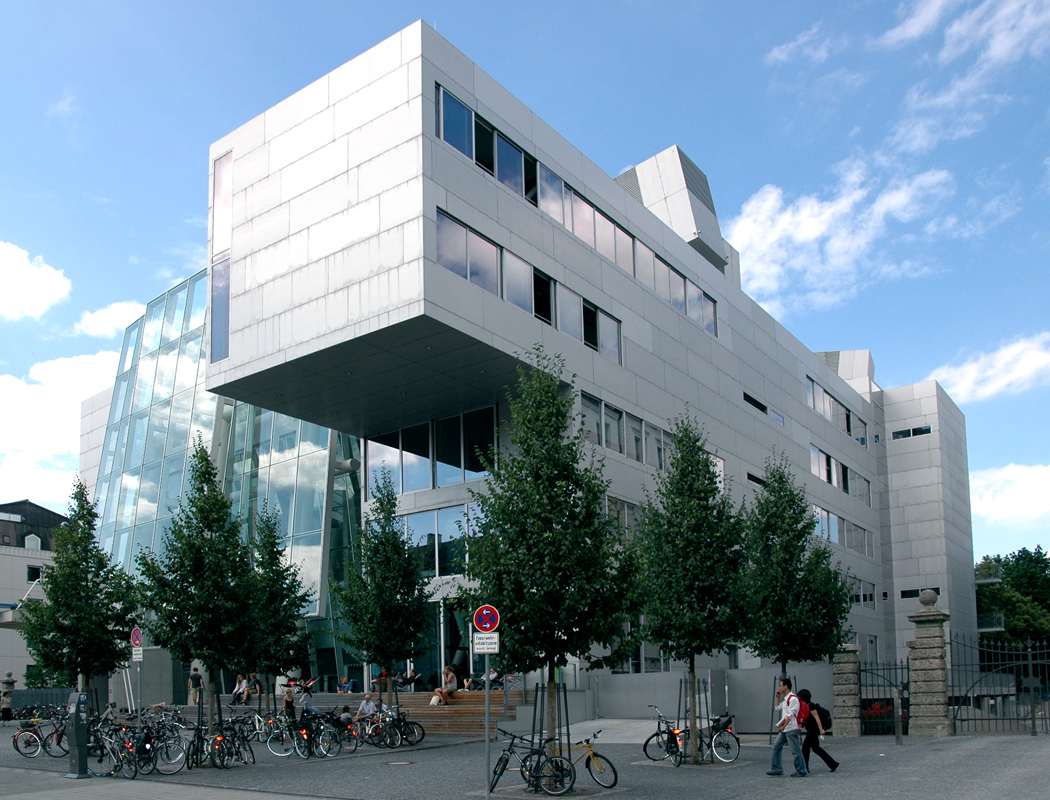
Nová budova z roku 2005

26. října 2005 byla slavnostně otevřena nová budova Mnichovské akademie podle návrhů firmy Coop Himmelb(l)au. K výstavbě přispěla nadace "Stiftung der Kunstakademie München".

## Profesoři a absolventi
Mezi profesory a absolventy patřili: Lawrence Alma-Tadema, Mordecai Ardon, Jan Autengruber, Ernst Barlach, Gottlieb Wilhelm Bischoff, Gottfried Böhm, Wilhelm Busch, Karl Caspar, Maria Caspar-Filser, Giorgio de Chirico, Lovis Corinth, Peter von Cornelius, Alfons von Czibulka, Wilhelm Gail, Aleksander Gierymski, Gabriela Habsburská, Ernst Hähnel, Constantin Hansen, Magdalena Jetelová, Wassily Kandinsky, Gottfried Keller, Paul Klee, Max Klinger, Wojciech Kossak, Alfred Kubin, Franz von Lenbach, Hans Makart, Franz Marc, Jan Matejko, Gabriel von Max, Otto Mueller, Miroslav Neubert, Eduardo Paolozzi, Bruno Paul, Friedrich Wilhelm Joseph Schelling, Ludwig Schwanthaler, Julius Seyler, Max Slevogt, Franz von Stuck, Pál Szinyei Merse, Fritz von Uhde.